# San Miniato Tuttocuoio 2012-2013
Questa voce raccoglie le informazioni riguardanti l'A.S.D. San Miniato Tuttocuoio nelle competizioni ufficiali della stagione 2012-2013.

## Risultati

### Serie D

#### Poule scudetto
| Arbitro: | Federico Dionisi (L'Aquila) |

|  |           |                             |
|  | Marcatori | 5’ Di Giuseppe 65’ Falchini |

| Arbitro: | Detta (Mantova) |

|                                   |           |  |
| Ghelardoni 11’ Colombo 69’ (rig.) | Marcatori |  |

| Arbitro: | Matteo Proietti (Terni) |

|             |           |  |
| Zanardo 83’ | Marcatori |  |